# Barbodes clemensi
Puntius clemensi là một loài cá vây tia trong họ Cyprinidae. Nó chỉ được tìm thấy ở Philippines.